# Juan Bas
Juan Bas (Bilbao, 19 de diciembre de 1959) es un escritor español en lengua castellana.

## Vida
Estudió Derecho en la Universidad de Deusto pero abandonó la carrera sin llegar a finalizarla. Gran amante del cine y de Bilbao, en 1981 comenzó su carrera como escritor con una serie de guiones para la emisora de radio Radio 3, titulada Los casos de la Ribera que contaba diversas peripecias de un detective muy peculiar por el casco viejo bilbaíno. Tras realizar el servicio militar en Barcelona decidió establecerse allí, comenzando a trabajar como guionista para diversos cómics, como El Víbora, Tótem y Cimoc. También escribió relatos para publicaciones como Playboy y Penthouse. Posteriormente comenzó a trabajar en la elaboración de guiones para la televisión, actividad en la que se ocupó hasta su salto definitivo a la narración pura.
Actualmente, entre otros trabajos desempeña una función habitual de columnista en el periódico El Correo desde el año 2000.
En 2020, Bas alegó —posiblemente en sorna— haber sido reiteradamente negro de una conocida anfitriona de televisión.

## Obra
- Páginas ocultas de la Historia. 1999. Escrito junto a Fernando Marías, y que tuvo como origen una serie de guiones elaborados por los dos escritores para un conjunto de documentales televisivos. Destino
- La taberna de los 3 monos. 2001. Colección de relatos con un elemento común, todos giran en mayor o menor medida alrededor del póquer. Destino
- El oro de los carlistas. 2001. Ambientada en el Bilbao asediado por las tropas de Zumalacárregui. Novela juvenil. Anaya.
- Glabro, legionario de Roma. 2002. Novela histórica juvenil. Anaya
- Alacranes en su tinta. 2002. Primera novela protagonizada por Pacho Murga. Destino.
- Tratado sobre la resaca. 2003. Temas de Hoy.
- La cuenta atrás. 2004. Biografía novelada del célebre boxeador Urtain. Destino.
- Voracidad. 2006. Segunda novela protagonizada por Pacho Murga. Se le otorga el Premio Euskadi 2007 de literatura en Castellano a Juan Bas por la obra Voracidad, con la que retrata de forma satírica la realidad contemporánea y los productos mediáticos actuales, Voracidad ha sido traducido al francés, alemán, ruso y noruego. Ediciones B.
- El número de tontos. 2007. Colección de artículos publicados en "EL CORREO" desde el año 2000 hasta el 2007. El Correo.
- Editor y prólogo de Lo breve si breve 2008, (cuentos sobre películas cortas) en referencia a cortos, consta de trece narraciones. La elaboración está constituida por 12 autor es que narrarán individualmente 12 géneros y temas diferentes, al que Juan Bas en el prólogo añadirá uno de propia cosecha.
- La resaca del amor. 2009. Temas de Hoy.
- Los desastres de Asier Cabezón. 2009. Novela infantil de humor. Erein.
- En mi furor interno. 2011. Alberdania.
- Ostras para Dimitri. 2012. Vuelve Pacho Murga. Ediciones B.
- Pájaros quemados. 2015. Alrevés.
- El refugio de los canallas. 2017. Una novela de familias en tiempos de ETA, ganadora del Premio Hammett 2018. Alrevés.
- Una cuestión de alcohol. 2021. Alrevés.